# Сена (Катанцаро)
Сена (итал. Sena) је насеље у Италији у округу Катанцаро, региону Калабрија.
Према процени из 2011. у насељу је живело 213 становника. Насеље се налази на надморској висини од 5 м.